# Rock à La Buse
 (mai 2024).
Si vous disposez d'ouvrages ou d'articles de référence ou si vous connaissez des sites web de qualité traitant du thème abordé ici, merci de compléter l'article en donnant les références utiles à sa vérifiabilité et en les liant à la section « Notes et références ».
Rock à La Buse est un festival de musique et de bande dessinée organisé chaque année à Saint-Denis de La Réunion. Nommé en l'honneur du pirate La Buse, il a été fondé en 2007.